# A Day's Pleasure
A Day's Pleasure (Un día de placer) es una película de cine estadounidense estrenada el 15 de diciembre de 1919. Contó con la dirección de Charles Chaplin, que es actor principal junto con Edna Purviance, Henry Bergman y Tom Wilson. 
A Day's Pleasure fue el cuarto filme de Chaplin para la First National. Se hizo rápidamente en los Estudios Chaplin para llenar el hueco mientras rodaba su primer largometraje: The Kid. La película trata de un día de paseo de una pareja con sus hijos, y las cosas no salen perfectas. Edna Purviance hace de la esposa, y Jackie Coogan de uno de los hijos. La primera escena muestra la oficina de la esquina del Estudio Chaplin de fondo mientras el padre trata de hacer arrancar el automóvil.

## Reparto
- Charles Chaplin: el padre.
- Edna Purviance: la madre.
- Sin acreditar:
  - Marion Feducha:[2] uno de los niños.
  - Bob Kelly: otro de los niños.
  - Jackie Coogan: el más pequeño de los niños.
  - Tom Wilson: el grandote.
  - Babe London:[3] la mareada esposa del grandote.
  - Henry Bergman: el capitán / el automovilista / el policía grandote.
  - Loyal Underwood:[4] el hombre pequeño enojado que hay en la calle.
  - Albert Austin: el trombonista.

## Sumario
La familia quiere pasar el día en la orilla del mar, pero el automóvil se obstina en no arrancar. Al final se consigue, y se emprende el viaje, en cuyo curso habrá incidentes. Los excursionistas llegan a su destino, y suben a un barco de recreo en el que al son de una orquesta endiablada comienza el baile... del barco. Chocan unos con otros, el padre acaba sentado en las rodillas de la esposa de uno muy grande, y hay pugilato, en el que resulta vencedor el protagonista. 

## Comentario
A Day's Pleasure está considerada la menos interesante de las películas de Chaplin para la First National film. Incluso los críticos de entonces fueron poco entusiastas. The New York Times decía en su edición del 8 de diciembre de 1919: 

Charlie Chaplin es extremadamente divertido en su última película, A Day's Pleasure, cuando trata en vano de resolver los misterios de una reposera plegable en la cubierta del barco. También es divertido en muchos pequeños trozos de pantomima y burla, en lo cual es inimitable. Pero la mayor parte del tiempo la comedia se sostiene en el mareo, en un automóvil Ford y en los golpes y las volteretas, en los cuales es mucho menos divertido, si alcanza a ser divertido, que en otras muchas comedias fílmicas.